# Hôtel Kämp
L'Hôtel Kämp (en finnois : Hotelli Kämp, suédois : Hotell Kämp [ˈkemp]) est un bâtiment situé sur Pohjoisesplanadi dans le quartier de Kluuvi à Helsinki en Finlande.

## Histoire

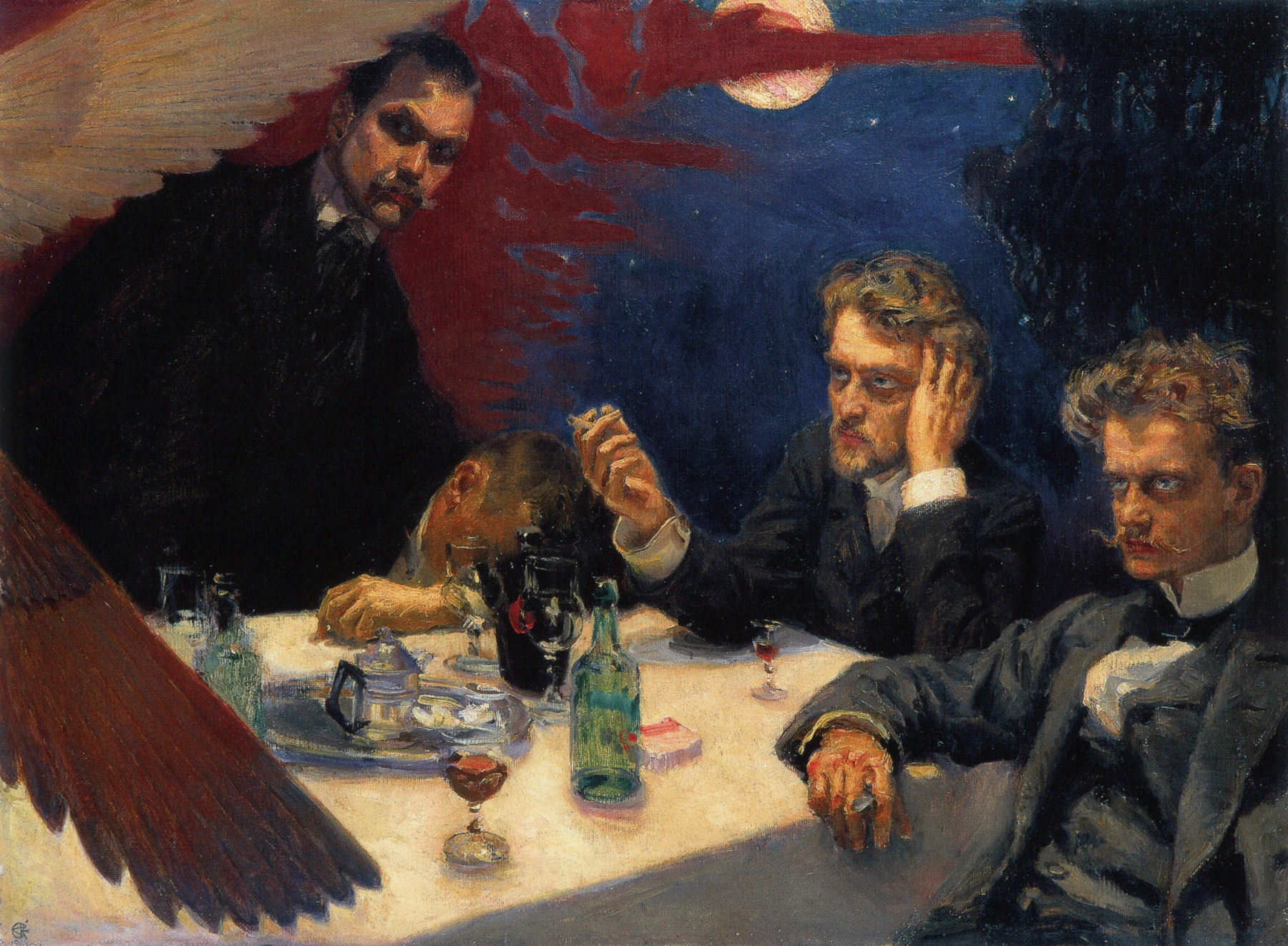
Le Tableau Symposion d'Akseli Gallen-Kallela, représentant une réunion à l'hôtel Kämp du parti jeune finnois
de gauche à droite : Akseli Gallen-Kallela, Oskar Merikanto, Robert Kajanus et Jean Sibelius.

L'hôtel est conçu par Theodor Höijer est construit en 1887 pour Carl Kämp. 
Au début du XXe siècle l'hôtel est un centre important de loisirs de la capitale et l'un des hôtels les plus connus de Finlande.
Les rencontres du Parti jeune finnois à l’hôtel Kämp réunissent entre-autres Akseli Gallen-Kallela, Jean Sibelius, Eino Leino et Robert Kajanus. 
Le bâtiment est démoli et sa façade est reconstruite en 1965. 
Le siège de la Kansallis-Osake-Pankki (intégrée dans Nordea) est située dans le bâtiment jusqu'en 1995.
En 1996, un projet de restauration conduit à la réouverture de l'hôtel en 1999 par le groupe Starwood Hotels & Resorts Worldwide.